# Simone Confalone
Simone Confalone (Rimini, 2 gennaio 1974) è un allenatore di calcio ed ex calciatore italiano, di ruolo centrocampista, tecnico del Cesena Under 11.

## Carriera
Cresciuto calcisticamente nel Cesena, al termine della trafila delle giovanili è stato girato per alcune stagioni al Cervia che militava in Eccellenza, da cui torna per intraprendere la vera e propria carriera di professionista che culmina nella promozione in Serie B quale capitano del Cesena, al termine della stagione 2003-2004.
L'anno successivo disputa la sua prima stagione da titolare nella serie cadetta come capitano dei bianconeri, che si salvano alla penultima giornata battendo la Ternana, al termine della stagione non viene raggiunto l'accordo con la società per il rinnovo del contratto in scadenza e Confalone passa così all'Arezzo dove rimane una sola stagione prima di trasferirsi allo Spezia dove segnato tre reti nel campionato di Serie B 2006-2007 su 28 presenze. Per lui un importante gol nella gara di andata contro la Juventus terminata 1-1 allo stadio Alberto Picco di La Spezia.
Nella stagione 2007-2008 passa al Bologna in Serie B, con un contratto annuale. Si infortuna a poche giornate dalla fine, poi gli viene rinnovato il contratto per un anno; nella stagione successiva è praticamente sempre in tribuna, quindi esordisce in Serie A il 24 maggio 2009 a Verona in ChievoVerona-Bologna (0-0).
Svincolato, il 4 novembre 2009 approda alla Ternana in Lega Pro Prima Divisione.
Il 17 febbraio 2011, l'Imolese (squadra di Eccellenza nella quale aveva già militato in passato) si assicura le sue prestazioni sportive sino al termine della stagione.
Il 20 ottobre 2011 viene ingaggiato dall'Asti, formazione militante nel girone A della massima categoria dilettantistica.
Nel 2014 consegue l'abilitazione ad allenatore di base.

## Palmarès

### Club

#### Competizioni nazionali
- Coppa Italia Serie C: 1

Cesena: 2003-2004
- Supercoppa di San Marino: 1

La Fiorita: 2012